# Eupulmonata
Eupulmonata je taksonomska klada puževa koji dišu vazduh. Velika većina ove grupe su kopneni puževi i golaći, ali neki su međuplimni ili naseljavaju obalske slatine i mangrove.
Moguća sinapomorfija grupe su globineuroni (male ćelije) u procerebrumu.